# Городское поселение Молочный
Городско́е поселе́ние Моло́чный — муниципальное образование в составе Кольского района Мурманской области России.
Административный центр — посёлок городского типа Молочный.

## География
Городское поселение Молочный расположено в северной части области в центральной части Кольского района. На севере и северо-западе граничит с городским округом Мурманск, на востоке и юге — с городским поселением Кильдинстрой, на западе — с городским поселением Мурмаши.
Расстояние от административного центра до районного центра — города Кола — 2,5 километров, до Мурманска — около 5 километров.

## История
Муниципальное образование наделено статусом городского поселения законом Мурманской области «О статусе, наименованиях и составе территорий муниципального образования Кольский район и муниципальных образований, входящих в его состав» от 29 декабря 2004 года.

## Население
| 2002  | 2010  | 2012  | 2013  | 2014  | 2015  | 2016  |
| ----- | ----- | ----- | ----- | ----- | ----- | ----- |
| 5600  | ↘5245 | ↘5240 | ↘5208 | ↘5167 | ↘5124 | ↘5061 |
| 2017  | 2018  | 2019  | 2020  | 2021  | 2023  |       |
| ↘4965 | ↘4934 | ↗4942 | ↗4948 | ↘4210 | ↘4045 |       |

Гендерный состав
По данным Всероссийской переписи населения 2010 года 45,4 % мужчин и 54,6 % женщин

## Состав городского поселения
| № | Населённый пункт | Тип населённого пункта      | Население |
| - | ---------------- | --------------------------- | --------- |
| 1 | Выходной         | железнодорожная станция     | →16       |
| 2 | Молочный         | пгт, административный центр | ↘4029     |

## Местное самоуправление
Главы городского поселения
- Марина Викторовна Семёнова

Главы администрации
- до 2023 года (и. о.) — Анатолий Владимирович Чудук
- с 2023 года — Галина Васильевна Пыжьянова[17]

## Экономика
Среди населения муниципального образования достаточно высокий уровень безработицы — 45,3 %, это связано с закрытием ряда крупных предприятий городского поселения — с/з «Арктика», п/ф «Мурманская», «Снежная».
Среди действующих на 2011 год предприятий — МУП Управление муниципальной собственностью, МУП жилищно-эксплуатационная коммунальная служба «ЖИЛЭКС», МУП «Банно-прачечное предприятие», ФГУП Почтовый узел связи, МУП «Фармацея», ПАО «Ростелеком», филиал ПАО «МРСК Северо-Запада» «Колэнерго», Норд-Вест ФК — производитель рыбной продукции, ООО «Статим» — мясные полуфабрикаты, Колбасный цех Кольского района, ИП Набока С. В. — производство и переработка рыбной продукции, ГОУП Мурманскводоканал, ГОУТП ТЭКОС, ФГУ станция по борьбе с болезнями животных, ГОУП Мурмансксельхозхимия.
Сельскохозяйственный сектор представлен ОАО п/ф «Мурманская» и четырьмя подсобными хозяйствами по содержанию животных.

## Образование и культура
На территории городского поселения Молочный функционируют два детских сада, средняя школа, детская музыкальная школа и учреждение дополнительного образования детский подростковый клуб «Снежок». Все они находятся в административном центре поселения.
Единственным учреждением культуры является городской дом культуры «Гармония». Кроме того, действует научное учреждение Мурманская государственная сельскохозяйственная опытная станция Северо-Западного филиала Россельхозакадемии.

## Здравоохранение
Врачебная амбулатория пгт Молочный

## Источник
- Официальный сайт
- Карта и информация муниципального образования на сайте администрации Мурманской области